# Empresa de servicios energéticos

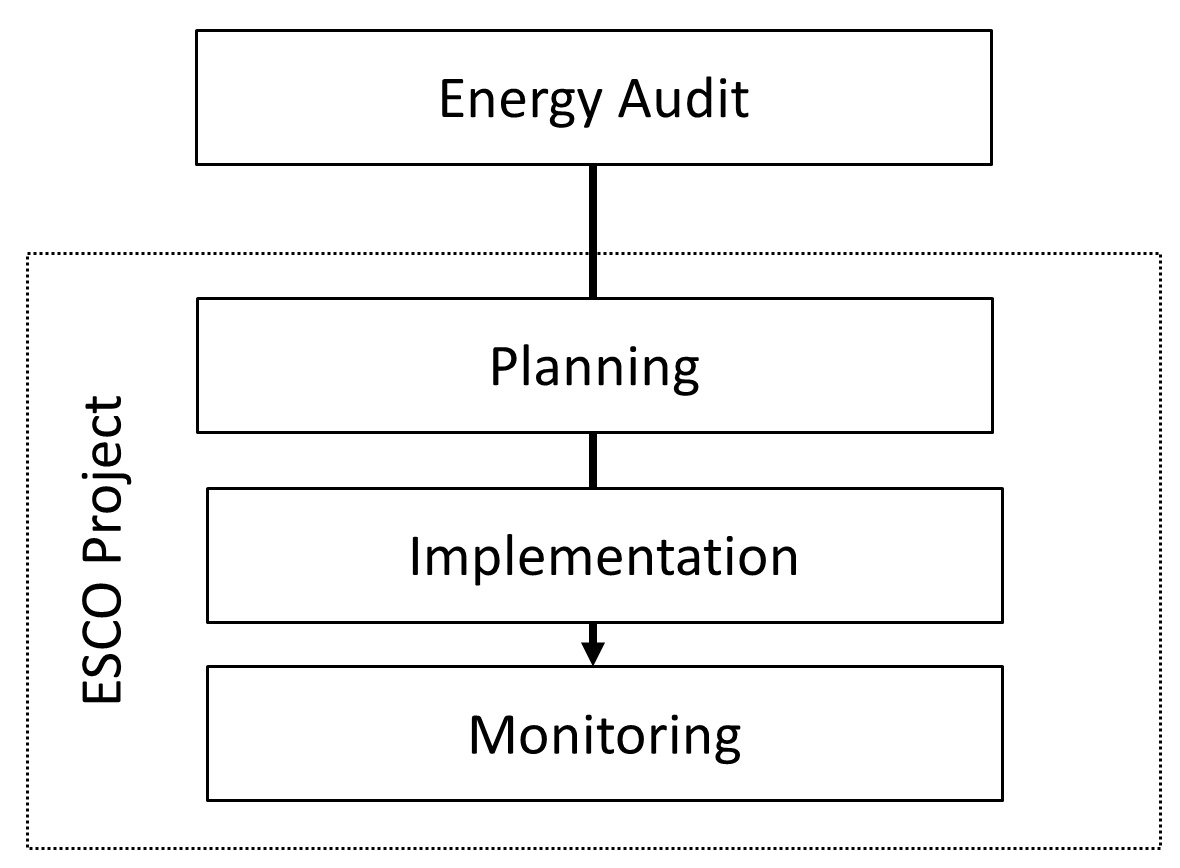
Diagrama de flujo de trabajo.

Una Empresa de Servicios Energéticos, ESE, es una empresa que genera negocio a base de conseguir ahorro energético, y por tanto ahorro a sus costes totales, a sus clientes. Las ESE pueden mejorar su eficiencia energética y pueden disminuir  el impacto ambiental asociado al consumo energético, que también está relacionado con su sostenibilidad y la capacidad de carga. El cliente ahorra dinero sin ver disminuida la calidad de sus productos o servicios.

## Las ESE en la Unión Europea
La Unión Europea trabaja en la definición de los requisitos mínimos para cualificar a una empresa como Empresa de Servicios Energéticos. Una parte significativa de los proyectos desarrollados tienen que ver con el sector público, en especial en edificios públicos, hospitales e iluminación exterior. Por ejemplo, en cuanto a la eficiencia energética en el alumbrado público, la Comisión Europea ha desarrollado el Programa Greenlight, entre otras iniciativas.
En España las empresas de Servicios energéticos se agrupan en la Asociación Nacional de Empresas de Servicios Energéticos ANESE  y desde el año 2015 otorgan el sello ESEPLUS, sello que acredita a aquellas empresas y autónomos que disponen de la tecnología necesaria, que siguen una metodología, que su personal está cualificado o que trabajan bajo el modelo ESE de garantía de ahorros. La primera empresa española que adquirió este certificado fue la empresa REMICA en febrero del año 2015

## Empresas de Servicios Energéticos o Energy Service Companies (ESCO) en México
En términos generales, las Empresas de Servicios Energéticos o Energy Service Companies (ESCO) son empresas que se caracterizan por integrar: i) las capacidades técnicas de una empresa consultora, ii) el capital para realizar las inversiones, y iii) el apoyo legal especializado; elementos necesarios para el desarrollo exitoso de un proyecto.
Una vez que una ESCO identifica un potencial de ahorro o generación rentable en las instalaciones del usuario de energía, entonces puede llevar a cabo las inversiones necesarias, ya sea con su propio capital o a través del financiamiento vía intermediarios financieros, siempre y cuándo no existan barreras en el mercado para el correcto funcionamiento de estos esquemas. La recuperación de la inversión se obtiene con una fracción de los ahorros económicos generados (estipulada previamente en el contrato); garantizando al usuario los ahorros desde el inicio de la operación del proyecto.
Este esquema permite a los usuarios de energía continuar enfocando recursos a su actividad productiva, mientras que la ESCO se encarga de la modernización de la instalación mediante la integración de proyectos con ahorros energéticos y económicos garantizados.
Pieza fundamental para el desarrollo de estos proyectos es el Contrato de Desempeño, el cual específica las condiciones en las que se desarrollará el proyecto, y cuyo principal objetivo es brindar certidumbre a ambas partes.